# Lae Bersih
Lae Bersih is een bestuurslaag in het regentschap Subulussalam van de provincie Atjeh, Indonesië. Lae Bersih telt 1745 inwoners (volkstelling 2010).